# Cyathea auriculifera
Cyathea auriculifera är en ormbunkeart som beskrevs av Edwin Bingham Copeland. Cyathea auriculifera ingår i släktet Cyathea och familjen Cyatheaceae. Inga underarter finns listade.